# Pere Prat i Gaballí
Pere Prat i Gaballí (Pineda de Mar, 11 de enero de 1885–Barcelona, 6 de diciembre de 1962) fue un poeta y publicista español. 

## Biografía
Colaboró con diversas revistas y publicaciones, como Joventut, Catalunya Artística, El Poble Català, Auba y Art Jove. Su obra poética es de estilo modernista, con influencia del simbolismo, el parnasianismo, el decadentismo y la obra de Joan Maragall, como se denota en El temple obert (1908), Poemes de la terra i del mar (1912) y Oracions ferventes (1912). En X-HP (1932) se adentró en la vanguardia. Su última publicación, Moments (1962), recoge su producción de los últimos treinta años. Fue un defensor del soneto como forma poética por excelencia, así como de una poesía elitista y de corte espiritual. En 1904 ganó la Flor Natural de los Juegos Florales de Olot.
Escribió también cuentos infantiles (Contes del vent, 1909) y tradujo dos obras de Molière, Esganarel y L'amor metge, publicadas conjuntamente en 1909.
Fue el introductor de la publicidad en España, actividad sobre la que escribió diversos estudios: La publicidad de nuestro tiempo (1916), L'ensenyament comercial i la formació comercial de venedors hàbils (1918), Técnica de la publicidad (1921) y Publicidad racional (1935).